# Poienile de sub Munte (gmina)
Poienile de sub Munte – gmina w Rumunii, w okręgu Marmarosz. Obejmuje tylko jedną miejscowość Poienile de sub Munte. W 2011 roku liczyła 10 073 mieszkańców.